# PowerBook 5300
Le PowerBook 5300 est un ordinateur portable d'Apple. Il fut le premier PowerBook à utiliser un microprocesseur PowerPC. Il fut lancé en août 1995 en quatre versions différentes, selon l'écran et la configuration. Le 5300, entrée de gamme, était le seul à être doté d'un écran affichant en noir et blanc (à matrice passive de 9,5"). Les trois autres modèles (les 5300cs, 5300c, 5300ce) intégraient un écran couleur, qui de plus affichait une plus grande diagonale (10,4"). Le 5300ce supportait une définition de 800 × 600 pixels, une première pour un PowerBook. Les trois premiers modèles étaient dotés d'un microprocesseur PowerPC 603e cadencé à 100 MHz, et le modèle haut de gamme, le 5300ce, utilisait le même processeur, mais tournant à 117 MHz. Les prix de base étaient respectivement de 2 200 $, 2 700 $, 3 700 $ et 6 500 $.
Bien que représentant une avancée énorme par rapport à la génération précédente de PowerBook (le plus puissant PowerBook jusqu'alors, le PowerBook 540c, utilisait un processeur Motorola 68040 à 33 MHz), les PowerBook 5300 furent victimes d'un grand nombre de problèmes mécaniques. Le plus important était sûrement les problèmes de batterie : les PowerBook 5300 innovaient en étant les premiers portables à utiliser une batterie lithium-ion, mais Apple fut forcée de rappeler tous les modèles afin de remplacer la batterie par une classique Ni-MH, après que de nombreux utilisateurs eurent vu leur machine brûler à cause de la batterie. De plus, le plastique du boîtier de certains modèles se révéla être particulièrement fragile aux chocs et s'écaillait. Les problèmes des PowerBook 5300 arrivaient à une époque où Apple connaissait de graves difficultés financières, et lui valurent une réputation de vendre des machines peu fiables. Néanmoins, après rectification de ces problèmes, les PowerBook 5300 étaient de très bonnes machines.

## Caractéristiques
- Microprocesseur : PowerPC 603e 32 bits cadencé à 100 MHz (modèles 5300, 5300cs et 5300c) ou 117 MHz (modèle 5300ce)
- bus système 64 bits à 33,3 MHz
- mémoire cache : 32 Kio de niveau 1
- mémoire morte : 4 Mio
- mémoire vive : 8 Mio (5300), 8 ou 16 Mio (5300cs et 5300c), 32 Mio (5300ce), extensible à 64 Mio
- écran LCD / résolution :
  - 5300 : 9,5" à matrice passive, définition 640 × 480 en 4 bits (16 gris)
  - 5300cs : 10,4" dual-scan, définition 640 × 480 en 8 bits (256 couleurs)
  - 5300c : 10,4" à matrice active, définition 640 × 480 en 16 bits (milliers de couleurs)
  - 5300ce : 10,4" à matrice active, définition 800 × 600 en 16 bits (milliers de couleurs)
- disque dur IDE de 500 Mo (5300), 500 ou 750 Mo (5300cs et 5300c), 1,1 Go (5300ce)
- lecteur de disquette 3,5" 1,44 Mo
- modem 28,8 kbit/s optionnel
- slots d'extension :
  - 1 connecteur mémoire spécifique (PB 53xx) de type DRAM (vitesse minimale : 70 ns)
  - 2 slots PC Card Type II (ou 1 Type III)
- connectique :
  - 1 port SCSI (HDI-30)
  - 1 port ADB
  - 1 port série (pour modem externe ou imprimante)
  - port infrarouge compatible IRTalk
  - sortie son : stéréo 16 bits
  - entrée son : stéréo 16 bits
  - sortie vidéo spécifique PowerBook (mini-15)
- microphone intégré
- haut-parleur mono
- batterie NiMH lui assurant environ 2 h 30 à 4 h d'autonomie
- dimensions : 5,1 × 29,2 × 21,6 cm (5300), 5,6 × 29,2 × 21,6 cm (5300cs, 5300c et 5300ce)
- poids : 2,7 kg (5300), 2,8 kg (5300cs, 5300c et 5300ce)
- consommation : 45 W
- systèmes supportés : Système 7.5.2 à Mac OS 9.1